# Біологічний насос в океані

Обмін CO_{2} між повітрям і океаном

Біологічний насос — в  біогеохімії океанів це — низка процесів, що транспортують вуглець із евфотичної зони до глибин океанів, у цих процесах роль посередників відіграють живі організми.

## Дія насосу
Основою біологічного насосу є вуглець з тіл загиблих організмів і їх відходи. Певна частка органіки досягає дна океану у вигляді розчинених органічних сполук, що переносяться так званним давнвелінгом.
Вуглець досягає дна океану також у вигляді неорганічних сполук, напр. карбонату кальцію (CaCO3), що раніше входив до складу живих організмів, які зазнали звапнення, напр., форамініфери, водорості з групи Coccolithophyceae або Thecosomata. Враховуючи роль, яку відіграє вуглець в організмах, частина його у вигдяді органічних сполук є насосом м'якотканинним, а у вигляді неорганічних — твердотканинним.
Органічна матерія, зазнаючи ремінералізацію або гниття під дією дихання сапротрофних бактерій, вивільняє розчинний двоокис вуглецю. Карбонат кальцію також розчиняється в ступені, що залежить від концентрації карбонатних іонів. Оскільки процеси розчинення дуже повільні, а матерія, що розкладається, тоне, вона транспортується з поверхні океану на його дно значно швидше, що впливає на дію біологічного насосу.
Біологічний насос відіграє важливу роль у циклі вуглецю на Землі, в зв'язку з чим робилися спроби оцінити його силу. Процеси, що створюють біологічний насос, важко виміряти, адже екосистеми, де вони відбуваються, розташовані на великих глибинах. Стосується це найчастіше методів, заснованих на визначенні первинної продукції, пов‘язаної з  нітратами і  амонієм, хоча такі поживні речовини мають різне походження через ремінералізацію тонучої матерії. Таким чином визначається показник f, який може бути оцінкою сили місцевого біологічного насосу. Застосування таких результатів до глобальної циркуляції підкреслює різну роль насосу у різних районах океану.
Біологічний насос має свій фізико-хімічний відповідник, відомий як Насос розчинності.

## Антропогенні зміни
Спалювання викопного палива людиною, а також виробництво цементу зумовили підвищення емісії CO2 до атмосфери. Підраховано, що приблизно третина атмосферного CO2 (близько 2 Gt вуглецю щорічно) переходить до океану. Припускається, що це не впливає на біологічну помпу, адже її сила обмежена доступом до світла і поживних речовин, a не вуглецем з атмосфери. Існують однак неузгодженості в морському циклі вуглецю. Результати деяких досліджень показують, що залежність первинної океанічної продукції від вмісту CO2 існує.
Зміни клімату, ймовірно, в майбутньому вплинуть на дію біологічного насосу через нагрівання і розшарування поверхні океану. Припускається, що це може спричинити зменшення поставки поживних речовин до евфотичної зони, а, отже, первинної продукції.
Крім того, сила твердотканниного насосу може зрости під впливом антропогенного закислення океанів, внаслідок чого зросте також сила м'якотканниного насосу, з урахуванням того, що карбонат кальцію є баластом для органічної матерії.

## Виноски
1. ↑  Marinov I., Gnanadesikan A., Toggweiler J. R., Sarmiento J. L. The Southern Ocean biogeochemical divide // Nature. — 2006. — Vol. 441, № 7096. — S. 964–967. — doi 10.1038/nature04883
2. ↑  Raven J. A., Falkowski P. G. Oceanic sinks for atmospheric CO2 http://www.blackwell-synergy.com/doi/abs/10.1046/j.1365-3040.1999.00419.x%5Bнедоступне+посилання+з+01.10.2019%5D // Plant, Cell and Environment. — 1999. — Vol. 22, No 6. — P. 741–755. — |doi 10.1046/j.1365-3040.1999.00419.x
3. ↑  Takahashi T., S. C. Sutherland, C. Sweeney, A. Poisson, N. Metzl, B. Tilbrook, N. Bates, R. Wanninkhof, R. A. Feely, C. Sabine, J. Olafsson, Nojiri Y. C. Global sea-air CO2 flux based on climatological surface ocean pCO2, and seasonal biological and temperature effects. [Архівовано 16 серпня 2009 у Wayback Machine.] // Deep-Sea Res. 2002. — Pt. II, № 49. — Р. 1601–1622.
4. ↑  Orr J. C., E. Maier-Reimer, U. Mikolajewicz, P. Monfray, J. L. Sarmiento, J. R. Toggweiler, N. K. Taylor, J. Palmer, N. Gruber, C. L. Sabine, C. Le Quéré, R. M. Key, Boutin J. Estimates of anthropogenic carbon uptake from four three-dimensional global ocean models // Global Biogeochem. Cycles. — 2001. — № 15. Р. 43-60.
5. ↑  Riebesell U., Schulz K.G., Bellerby R.G.J., Botros M., Fritsche P., Meyerhöfer M., Neill C., Nondal G., Oschlies A., Wohlers J., Zöllner E. // Enhanced biological carbon consumption in a high CO2 ocean. [Архівовано 14 липня 2014 у Wayback Machine.]. — Nature. — 2007. — № 450. Р. 545–548.
6. ↑  Orr J. C. et al. (2005). Anthropogenic ocean acidification over the twenty-first century and its impact on calcifying organisms. [Архівовано 25 червня 2008 у Wayback Machine.] // Nature. — 2005. — Vol. 437. — Р. 681–686.
7. ↑  Armstrong R.A., Lee C., Hedges J.I., Honjo S., Wakeham S.G. A new, mechanistic model for organic carbon fluxes in the ocean: Based on the quantitative association of POC with ballast minerals // Deep Sea Res. — 2002. — Part II, № 49. — Р. 219–236.